# Franco Rest
Franco Rest (* 20. August 1942 in Ferrara; † 6. Februar 2022 in Dortmund) war ein deutscher Sterbebeistands- und Ethikforscher.

## Leben
Rest belegte ein Studium der Erziehungswissenschaften, katholische Theologie, Philosophie, Kunstgeschichte und Archäologie in Münster, Würzburg und Freiburg/Breisgau. Erst wurde er Volksschullehrer, dann Gymnasiallehrer und schließlich Lehrer in der Beruflichen Bildung. Seit 1972 war er Professor für Erziehungswissenschaften, Sozialphilosophie und Sozialethik an der Fachhochschule Dortmund (University of applied sciences and arts), im Fachbereich Angewandte Sozialwissenschaften. 1980 erfolgte seine Promotion zum Dr. päd. an der Universität Münster. Rest war von 1998 bis 2002 Dekan des Fachbereichs Sozialarbeit der Fachhochschule Dortmund; und von 2002 bis 2005 Prorektor für Studium, Lehre, Studienreform, Evaluation und Weiterbildung der Fachhochschule Dortmund. Von 2003 bis 2010 war er wissenschaftlicher Leiter der Dietrich Oppenberg Akademie für hospizliche Bildung und Kultur.
Er betrieb seit 1973 Forschungen zur Sterbebegleitung, Hospizarbeit, Anti-Euthanasie, Netzwerkbildung und Thanatologie mit Unterstützung der Landesregierung NRW, der Stiftung Volkswagenwerk sowie der Stiftung Wohlfahrtspflege NRW. Weitere Forschungsgebiete sind das Ersatzschulwesen (Waldorfpädagogik), die Friedenserziehung, Umbrüche (Kehrtwendungen) im Leben des Menschen und die Ethik der Pflege.
Von 1978 bis 2000 war Rest Vorstandsmitglied der "Aktion Mehr Menschlichkeit in Krankenhaus und Praxis" der Ärztekammer Nordrhein, Düsseldorf. 1985 war er Mitbegründer und seit 1987 wissenschaftlicher Beirat von "OMEGA – Mit dem Sterben leben". Von 1988 bis 1999 wirkte Rest als Berater der Landesregierung von Nordrhein-Westfalen zum Auf- und Ausbau der ambulanten und stationären Hospizdienste. Von 1994 bis 1998 war er Vorstandsmitglied der Landesarbeitsgemeinschaft Hospize und Hospizinitiativen („Hospizarbeitsgemeinschaft“ HAG e.V.) in Nordrhein-Westfalen; und 1989–2005 im Beirat des Instituts für Soziale Gerontologie in Dortmund tätig. Er war seit 1992 Vorsitzender von „DELTA - Leben und Sterben in Begleitung“ und seit 2000 Mitglied des Ethik-Arbeitskreises der Deutschen Alzheimer-Gesellschaft, Berlin.
Rest war Autor von über 300 Publikationen und erhielt 2006 für seine Verdienste um die Hospizbewegung in Deutschland den Verdienstorden des Landes Nordrhein-Westfalen und den Forschungspreis der Fachhochschule Dortmund zur „Hospizforschung“.

## Publikationen

### Publikationen in Buchform
- Praktische Orthothanasie im Arbeitsfeld sozialer Praxis. Teil 1: Entwicklung von Verhaltensmerkmalen für den Umgang mit Sterbenden auf der Grundlage partizipierender Feldforschung in Einrichtungen der Altenhilfe. Westdeutscher Verlag, Opladen 1977
- Den Sterbenden beistehen. Ein Wegweiser für die Lebenden. Quelle & Meyer, Heidelberg 1981, ISBN 3-494-01071-4. • 2., durchges. Auflage. 1986, ISBN 3-494-01155-9. • 3., durchges. Auflage. 1991, ISBN 3-494-01204-0. • 4., aktualisierte und erw. Aufl. 1998, ISBN 3-494-01263-6.
- Sterbebeistand – Sterbebegleitung – Sterbegeleit. Studienbuch für Krankenpflege, Altenpflege und andere. Kohlhammer-Verlag, Stuttgart 1989
- Das Kontrollierte Töten. Lebensethik gegen Euthanasie und Eugenik. Gerd Mohn Verlag, Gütersloh 1992
- Leben und Sterben in Begleitung. Vier Hospize in Nordrhein-Westfalen. Konzepte und Praxis. Gutachten im Anschluß an eine wissenschaftliche Begleitung. LIT-Verlag, Münster/Hamburg 1995
- Sterbebegleitung statt Sterbehilfe. Damit das Leben auch im Sterben lebenswert bleibt. Herder-Verlag, Freiburg/Br. 1997
- Patientenverfügungen – Einstieg in die Euthanasie durch die Hintertür? Pad-Verlag, Witten Dortmund 2004
- Kehrtwendung im Menschenleben – Damaskus-Erlebnisse in Geschichte und Gegenwart. Herder Verlag, Freiburg/Br. 1990
- Waldorfpädagogik. Anthroposophische Erziehung als Herausforderung an öffentliche und christliche Pädagogik. Matthias Grünewald Verlag, Mainz, Quell-Verlag, Stuttgart 1992
- (zus. Mit Walter Rest): Wer seid Ihr eigentlich, Christen? Briefwechsel über zwei Jahrtausende mit Diognet. Zugleich eine Neuerschließung des Glaubensbekenntnisses (= Philosophie. Nr. 38). LIT-Verlag, Münster/Hamburg/London 2000, ISBN 3-8258-4685-7.
- End-liches Erleben. Hospiz Verlag, Ludwigsburg 2011
- Lebenslust und Lebensangst: Erzählungen aus einem Leben mit Sterben und Tod. Hospiz-Verlag, Ludwigsburg 2012
- Gottes Plan mit den Menschen. Historischer Roman zum Leipziger Religionsgespräch (1913) zwischen Franz Rosenzweig und Eugen Rosenstock., LIT-Verlag, Berlin / Münster 2013
- (zus. mit Gisela Rest-Hartjes) Schwere-Stunden-Poesie.Gedichte und Poetik im Angesicht des Todes und anderer Krisen. Steinmann-Vlg., Rosengarten 2015
- (zus. mit Gisela Rest-Hartjes) Engel trifft man überall. Geschichten und Gedichte zu einer anderen Weihnacht. Karin-Fischer-Vlg., Aachen 2016
- Soziale Arbeit im Blick auf die Menschenrechte. Dortmunder Schriften zur sozialen Arbeit. Klartext-Verlag, Essen 2001
- Waffenlos zwischen den Fronten. Die Friedenserziehung auf dem Weg zur Verwirklichung. Styria Vlg., Graz-Wien-Köln 1971
- (Hrsg.), mit Hartmut Reiners und Eberhard Klaschik, Leben bis zuletzt – Finalversorgung von Tumorkranken. Walter de Gruyter Verlag, Berlin – New York 2001
- (Hrsg.), mit Detlef B. Linke, Armin Nassehi, Georg Weber, Studien zur interdisziplinären Thanatologie.  LIT-Verlag, Münster (seit 1992) ZDB-ID 2291527-8
- (Hrsg.),Forum „Hospiz“. LIT-Verlag: Münster (seit 1999)
- Lebenssatt. Meine dankbaren Besuche am eigenen Grab. Karin Fischer Verlag, Aachen 2021 (publiziert unter dem Pseudonym Francesco Sosta).

### Beiträge in Sammelwerken
- Hospizarbeit weltweit, in: Werner Burgheim (Hrsg.), Qualifizierte Begleitung von Sterben und Trauernden.  Medizinische, rechtliche, psycho-soziale und spirituelle Hilfestellungen. (= Forum GesundheitsMedien), Forum Merching 2001 bis 2013, (Loseblattsammlung in drei Bänden), ISBN 3-89827-374-1, Lieferung Dezember 2003, Abschnitt 6.6., S. 1–3.
  - Aspekte der Entwicklung moderner Hospizformen im Rückblick und Ausblick, in: ebd., Abschnitt 6.6.1., S. 1–6.
  - Über die internationale Struktur der Hospizbewegung, in: ebd., Abschnitt 6.6.2., S. 1–10.
  - Um die Welt – Beispiele weltweit, in: ebd., Abschnitt 6.6.3., S. 1–9.
  - Einige zusätzliche Besonderheiten, in: ebd., Abschnitt 6.6.4., S. 1–2.
  - Versuch einer Zusammenfassung und eines Ausblicks, in: ebd., Abschnitt 6.6.5., S. 1–3.